# Percy H. Scott
Percy Hilario Hernández Scott es un paraje del Departamento San Antonio, en la provincia de  Río Negro, Argentina. El origen de esta localidad está dado por la estación de ferrocarril del mismo nombre. Está ubicada en la posición geográfica 40°50′11″S 65°38′21″O / -40.83639, -65.63917.

## Toponimia
El nombre de esta localidad tiene su origen en el nombre del Percy Hilario Hernández Scott, quien fuera un almirante británico que participó en diversas guerras y viajes de exploración, y que en el año 1908 vino a la Argentina como jefe de la flotilla de Sudáfrica.